# Babaloma
Babaloma este un oraș din statul Kwara, Nigeria. Prin oraș trece râul Osin.